# فوجسلافا لوكيتش

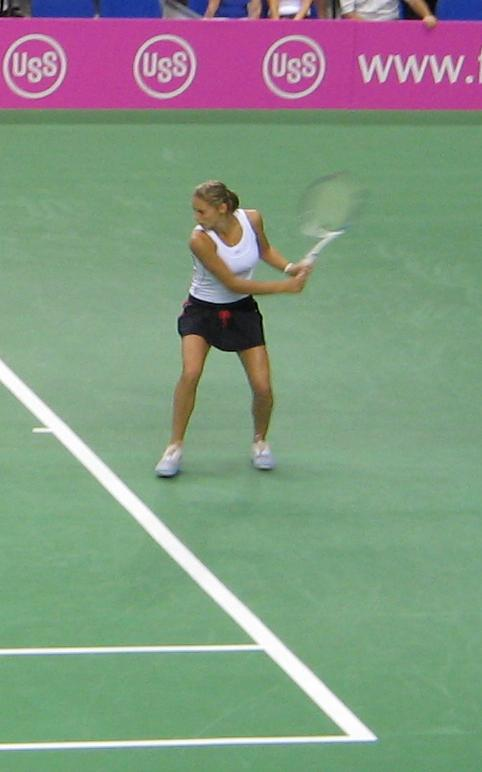
فوجسلافا لوكيتش

فوجسلافا لوكيتش (بالإنجليزية: Vojislava Lukić)‏ و (بالصربية: Војислава Лукић) وهي لاعبة كرة مضرب صربية ولدت في يوم 31 مارس 1987 في مدينة سوبوتيكا في جمهورية يوغسلافيا الاشتراكية الاتحادية وتحتل التصنيف 203 في العالم وقد مثلت منتخب صربيا مع إيلينا يانكوفيتش وأنا يوفانوفيتش وأنا تيموتيتش.

## روابط خارجية
- فوجسلافا لوكيتش على موقع رابطة محترفات التنس (الإنجليزية)
- فوجسلافا لوكيتش على موقع الاتحاد الدولي لكرة المضرب (الإنجليزية)
- فوجسلافا لوكيتش على موقع كأس بيلي جين كينغ (الإنجليزية)
- فوجسلافا لوكيتش على موقع خلاصة التنس.كوم (الإنجليزية)